# اندرو رابینسون (هنرپیشه)
آندراش رابینسون (انگلیسی: Andrew Robinson؛ زادهٔ ۱۴ فوریهٔ ۱۹۴۲) یک بازیگر سینما، هنرپیشه، و استاد دانشگاه اهل ایالات متحده آمریکا است.
از فیلم‌ها یا برنامه‌های تلویزیونی که وی در آن نقش داشته‌است می‌توان به هری خبیث، کبرا، برپاخیزان جهنم، عزیزم رفت و ترنسرها ۳ اشاره کرد.